# 第聂伯罗夫斯凯 (卡姆扬斯凯区)
48°35′30″N 34°25′4″E / 48.59167°N 34.41778°E
第聶伯羅夫斯凱（烏克蘭語：Дніпровське）是位於烏克蘭中部的市級鎮，由第聶伯羅彼得羅夫斯克州裡卡姆揚斯凱區的上第聶伯羅夫斯克市鎮負責管轄。該鎮始建於1951年，面積2.9平方公里，海拔高度115米，2001年人口5,809，人口密度每平方公里2,003人。